# Indicaxanthine
L'indicaxanthine est une bétaxanthine (famille des bétalaïnes), un pigment jaune dérivé de la pyridine.

## Source
L'indicaxanthine et la bétanine (de couleur rouge-pourpre) sont des colorants présents dans le jus de figuier de barbarie. Suivant la variété du fruit, la composition de ces deux colorants définit la couleur finale du fruit.
| Colorants      | Jus de fruit orangé | Jus de fruit violacé |
| -------------- | ------------------- | -------------------- |
| Indicaxanthine | 0,245 %             | 0,022 %              |
| Bétanine       | 0,027 %             | 0,307 %              |

## Activité
L'indicaxanthine est considérée comme un antioxydant, alimentaire et est très bien assimilée par le corps humain.